# Temporada 2009-2010 de l'EC Granollers
Turbulenta temporada la viscuda per l'Esport Club Granollers enguany. La dimissió a l'octubre de diversos coordinadors i entrenadors del futbol base, així com de la majoria de membres de la junta deixen a Pasqual Germán sol al capdavant de l'entitat. El mal ambient es transmet al vestuari i alguns jugadors acabats de fitxar també es deslliguen del club. Tres entrenadors passaran per la banqueta, destacant el cas de Juan Moscoso, que només va arribar a dirigir un entrenament. Finalment, després d'algunes desavinences econòmiques, Xavier Abolafio agafa el relleu a la presidència.

## Fets destacats
2009
- 5 d'octubre: dimiteixen dos coordinadors del futbol base i l'endemà fan el mateix fins a vuit entrenadors.[1]
- 29 de novembre: el Granollers perd el derbi davant la UE Canovelles (2-4) i Manel Moya posa el seu càrrec a disposició del club.[2]
- 6 de desembre: a la següent jornada, després d'una nova derrota al camp del FC Palafrugell, Manel Moya decideix abandonar el club i fitxar per la UE Vilassar de Mar.[3][4]
- 9 de desembre: Juan Moscoso fa el seu primer i únic entrenament al camp del Carrer Girona.[3][5][6]
- 10 de desembre: Juan Miguel Álvarez és presentat com a nou entrenador de l'Esport Club.[3][7]
- 16 de desembre: Pasqual Germán anuncia a l'assemblea de socis la seva voluntat de deixar el càrrec.[8]

2010
- 26 de febrer: Xavier Abolafio es converteix oficialment en el nou president del club.[9]
- 1 de juny: Xavi Ceballos és presentat com el nou entrenador de cara a la temporada 2010-2011.[10][11][12]

## Plantilla
| Núm. | Pos. |           | Jugador                           | Procedència                | Temporada |
| ---- | ---- | --------- | --------------------------------- | -------------------------- | --------- |
|      | POR  | Catalunya | Víctor Vilarrassa Torres          | juvenil                    | 2008-2009 |
|      | POR  | Catalunya | Cristian Raño Pérez               | CE Vilassar de Dalt        | 2009-2010 |
|      | POR  | Catalunya | David Guisado Herrera             | Santfeliuenc FC            | 2009-2010 |
|      | DEF  | Catalunya | Carlos Romo Melguizo              | Club Bellavista Milan      | 2008-2009 |
|      | DEF  | Catalunya | Àlex Merlatti Barrero             | juvenil                    | 2008-2009 |
|      | DEF  | Catalunya | Kelian Piera Quintana             | juvenil                    | 2008-2009 |
|      | DEF  | Catalunya | Michael Baraffe Sanés 'Maikel'    | UE Vilassar de Mar juvenil | 2009-2010 |
|      | DEF  | Catalunya | Francesc 'Kiku' Parcerisas Girbau | UE Sant Andreu juvenil     | 2009-2010 |
|      | DEF  | Catalunya | Francesc 'Kiku' Rimblas Gómez     | CE Mataró                  | 2009-2010 |
|      | DEF  | Catalunya | Roger Cánovas Grau                | CE Europa                  | 2009-2010 |
|      | DEF  | Catalunya | Lluís Díaz Mestres                | CE Mataró                  | 2009-2010 |
|      | DEF  | Catalunya | Carles Crivillé Pedrero           | CF Gavà                    | 2009-2010 |
|      | DEF  | Catalunya | Jordi Planes Bassas               | CE Premià juvenil          | 2009-2010 |
|      | DEF  | Catalunya | David Rueda Mangas                | CE Mataró                  | 2009-2010 |
|      | DEF  | Catalunya | Javier Santisteban Vercher        | CF Atlètic Poble Sec       | 2009-2010 |
|      | DEF  | Catalunya | Alejandro 'Pibe'                  | juvenil                    | 2009-2010 |
|      | MIG  | Catalunya | Oriol Vila Martí                  | UE Vilassar de Mar         | 2008-2009 |
|      | MIG  | Catalunya | Xavier Díaz López                 | CE Sant Celoni             | 2008-2009 |
|      | MIG  | Catalunya | Àlex Gil Salas                    | CD Montcada                | 2009-2010 |
|      | MIG  | Catalunya | Joan Brullet Gubern               | CD Montcada                | 2009-2010 |
|      | MIG  | Catalunya | Francisco Javier Rubio Rodríguez  | AEC Manlleu                | 2009-2010 |
|      | MIG  | Catalunya | David Sánchez Rodríguez           | Caravaca CF                | 2009-2010 |
|      | MIG  | Catalunya | Víctor Manuel Sánchez Toledano    | UE Canovelles              | 2009-2010 |
|      | MIG  | Catalunya | Gerard García Benéitez            | juvenil                    | 2009-2010 |
|      | DAV  | Catalunya | Marcial Serrano Duran             | Club Bellavista Milan      | 2008-2009 |
|      | DAV  | Catalunya | David Calvo Álvarez               | UE Vilassar de Mar         | 2009-2010 |
|      | DAV  | Catalunya | Sergio Pereira García             | CE Vilassar de Dalt        | 2009-2010 |
|      | DAV  | Catalunya | Àngel López Prim                  | CE Europa                  | 2009-2010 |
|      | DAV  | Catalunya | Eduard Camps de Cabo              | CE Premià juvenil          | 2009-2010 |
|      | DAV  | Mali      | Adama Sissoko Namake              | CF Ametlla juvenil         | 2009-2010 |
|      | DAV  | Catalunya | Rubén Romera Olla                 | CE Pubilla Casas           | 2009-2010 |
|      | DAV  | Senegal   | Amsatou Diop 'Dame'               | CP San Cristóbal           | 2009-2010 |
|      | DAV  | Catalunya | Jonathan González Espinosa        | juvenil                    | 2009-2010 |
|      | DAV  | Marroc    | Bilal Marroun Talibi              | juvenil                    | 2009-2010 |

Altres jugadors utilitzats a la pre-temporada: Aitor Calero García (Les Franqueses), Carlos Silva Moreno (Sabadell Nord), Sergi Ortiz Aranda (Ripoll), José Manuel Cabrera Guedes 'Canario' (Vecindario), Adri, Valdi, Aldo, Antón. 

Llegenda:  ·   Capità  ·   Juvenil  ·   Lesionat  ·   Altes  ·   Passaport europeu  ·   Extracomunitari  ·   Extracomunitari sense restricció
| Baixes 2008-2009             | Destinació             |
| Alberto Espada Laguna        | lesionat               |
| Carles García Sánchez        | CF Mollet UE           |
| Luis Diéguez Bolsico 'Lucho' | CE Sant Celoni         |
| Arnau Maldonado García       | CF Vilanova del Vallès |
| Carlos Sánchez Vázquez       | CF Parets              |
| Eduard Dot Vila              | UE Vic                 |
| Sebastià Isaac Palou Sánchez | CF Mollet UE           |
| Bernat Rius Gascón           | CF Les Franqueses      |
| Alejandro Pérez Quesada      | CF Mollet UE           |
| Óscar Clavijo Gómez          | CF Mollet UE           |
| Ander Padilla Martín         | CF Vilanova            |
| Rubén Catalán Cordero        | CE Mataró              |
| Valentín Fuentes Moreno      | CF Vilanova del Vallès |
| Albert Fàbrega Medina        | CF Parets              |
| Daniel Alcántara Márquez     | UE Canovelles          |

| Baixes 2009-2010                  | Destinació         |
| Joan García Masero                | CE Mataró          |
| Xavier Albesa Fragua              | CF Les Franqueses  |
| Xavier Díaz López                 | CE Mataró          |
| Francesc 'Kiku' Rimblas Gómez     | retirat            |
| Marcial Serrano Duran             | CE Mataró          |
| Sergio Pereira García             | CP San Cristóbal   |
| Àngel López Prim                  | UE Vilassar de Mar |
| Eduard Camps de Cabo              | UE Vilassar de Mar |
| Jordi Planes Bassas               | UE Vilassar de Mar |
| Lluís Díaz Mestres                |                    |
| Francesc 'Kiku' Parcerisas Girbau | CE Mataró          |

| Jornades | 01 | 02 | 03 | 04 | 05 | 06 | 07 | 08 | 09 | 10 | 11 | 12 | 13 | 14 | 16 | 15 | 17 | 18 | 19 | 20 | 21 | 22 | 23 | 24 | 25 | 26 | 27 | 28 | 29 | 30 | 31 | 32 | 33 | 34 | Sumatoris       | PJ | GM | GE | TG  | TV | PS   |
| --- | --- | --- | --- | --- | --- | --- | --- | --- | --- | --- | --- | --- | --- | --- | --- | --- | --- | --- | --- | --- | --- | --- | --- | --- | --- | --- | --- | --- | --- | --- | --- | --- | --- | --- | --------------- | -- | -- | -- | --- | -- | ---- |
| Adama | - | - | 6 | 5 | 7 | 8 | 7 | 5 | - | 6 | 8 | 4 | 6 | 5 | 4 | - | 8 | 6 | 4 | 9 | 6 | 7 | 7 | 7 | 7 | 6 | 7 | 6 | 7 | 5 | 7 | - | 8 | 9 | Adama           | 34 | 12 |    | 5   |    | 187  |
| Oriol Vila | 7 | 7 | 6 | 7 | 8 | 7 | 6 | 5 | 6 | 7 | 8 | 6 | 6 | 5 | 5 | 7 | 7 | 7 | 5 | 7 | 7 | 7 | 7 | 6 | 7 | 7 | 7 | 7 | 6 | 5 | 7 | - | 6 | 8 | Oriol Vila      | 34 | 5  |    | 19  | 1  | 216  |
| Brullet | 6 | 7 | 6 | 6 | 8 | 6 | 7 | 5 | 7 | 7 | 7 | 4 | 6 | 4 | 4 | | 7 | 6 | 4 | 7 | 5 | 6 | 8 | 6 | 7 | 6 | 6 | 6 | - | 5 | 7 | - | 6 | 7 | Brullet         | 33 | 5  |    | 11  | 1  | 189  |
| Cánovas | 6 | 6 | 5 | 6 | 6 | | 6 | 5 | 8 | 5 | 8 | 4 | 6 | 4 | | 7 | 7 | 6 | 4 | 6 | 5 | 7 | | 5 | 6 | 6 | 6 | 6 | | 5 | 6 | - | | 7 | Cánovas         | 29 | 1  |    | 10  | 1  | 164  |
| Maikel | | | | - | - | | 6 | 5 | 8 | - | 7 | | 6 | 5 | 4 | 7 | - | - | 4 | 7 | 5 | 6 | 7 | 6 | 7 | 7 | 6 | 6 | 8 | 5 | 6 | - | 7 | 7 | Maikel          | 29 |    |    | 9   | 1  | 142  |
| Calvo | - | - | | | | - | 7 | - | 8 | 6 | | - | - | 6 | 4 | 8 | 7 | 8 | 4 | 9 | 6 | 7 | 9 | 7 | 6 | 8 | 7 | 7 | 7 | 5 | | | | | Calvo           | 26 | 4  |    | 6   | 1  | 136  |
| Àlex Gil | 6 | 6 | 6 | 6 | - | | | | | - | 7 | 4 | 6 | 4 | | | | 6 | 4 | 7 | 5 | 6 | 8 | 6 | 7 | 6 | | 6 | 7 | 5 | 6 | | | | Àlex Gil        | 23 | 3  |    | 9   | 1  | 124  |
| Merlatti | | | | | - | - | - | | | | | - | | | 3 | | - | - | - | 7 | - | - | 8 | 6 | 7 | 6 | 6 | 6 | 6 | 5 | 6 | - | 7 | 7 | Merlatti        | 23 |    |    | 1   |    | 80   |
| Kiku Parcerisas | 6 | - | 5 | 6 | - | - | 6 | 5 | 6 | - | 7 | | 6 | 4 | 4 | 8 | 6 | 6 | 4 | 6 | | | 8 | 6 | | | | | | | | | | | Kiku Parcerisas | 21 | 1  |    | 6   | 1  | 99   |
| Romo | | | | | | | | | | | | | 6 | 5 | 4 | 7 | 8 | 6 | 4 | 7 | 5 | 6 | | 6 | 7 | 6 | 7 | 6 | 7 | - | 6 | - | | 7 | Romo            | 20 | 1  |    | 7   |    | 110  |
| Lluís Díaz | 6 | 6 | 5 | 5 | 6 | 6 | 6 | 5 | | 6 | | 5 | 6 | | - | 8 | 7 | 6 | 4 | - | - | | - | | | | | | | | | | | | Lluís Díaz      | 19 |    |    | 2   |    | 87   |
| David Sánchez | | | | | | | | | | | | | | | | | | 7 | 4 | 8 | 6 | 7 | 8 | 6 | 6 | 7 | 6 | 8 | 7 | 5 | - | - | 6 | 7 | David Sánchez   | 17 | 9  |    | 10  | 1  | 98   |
| Planes | 6 | 7 | 5 | 5 | 6 | 5 | 7 | 5 | 8 | 6 | 7 | 6 | 6 | 4 | 4 | | | | | - | | | | | | | | | | | | | | | Planes          | 16 | 2  |    | 4   |    | 87   |
| Àngel | 6 | 5 | 7 | 7 | | 6 | 8 | 5 | 6 | 7 | 8 | 5 | 6 | 4 | | 6 | | | | | | | | | | | | | | | | | | | Àngel           | 14 | 7  |    | 5   |    | 86   |
| Pereira | 6 | 6 | 6 | - | 9 | 6 | | 5 | 6 | 6 | 7 | 4 | 6 | 4 | | | | | | | | | | | | | | | | | | | | | Pereira         | 13 | 2  |    | 3   |    | 71   |
| Marcial | 7 | 5 | 5 | 6 | 6 | 5 | 6 | 5 | 6 | - | 8 | 4 | 6 | | | | | | | | | | | | | | | | | | | | | | Marcial         | 13 | 1  |    | 1   |    | 69   |
| Cristian Raño | 7 | | | 6 | 7 | 6 | 6 | 5 | 7 | 6 | 9 | 4 | 7 | | | | | | | | | | | | | | | | | | | | | 7 | Cristian Raño   | 12 |    | 16 |     | 1  | 70   |
| Vilarrassa | | 7 | 5 | | | | | | | | | 4 | | 5 | 4 | 6 | | | | | | | | | | | | 6 | 7 | 5 | 7 | - | 5 | | Vilarrassa      | 12 |    | 30 |     |    | 61   |
| Víctor Manuel | | | | | | | | | | | | | | | | | | | | | | - | 5 | 6 | 7 | 7 | 6 | 6 | 6 | 5 | 7 | - | 7 | | Víctor Manuel   | 12 |    |    | 2   |    | 62   |
| Rueda | | | | | | | | | | | | | | | - | 7 | 7 | | | - | 6 | 6 | | | | | | - | 6 | 5 | - | - | | - | Rueda           | 12 |    |    | 3   | 2  | 37   |
| David Guisado | | | | | | | | | | | | | | | | | 7 | 9 | 4 | 8 | 6 | 6 | 9 | 6 | 8 | 6 | 7 | | | | | | | | David Guisado   | 11 |    | 10 | 1   |    | 76   |
| Santisteban | | | | | | | | | | | | | | | | | - | - | | - | - | - | 8 | 6 | | - | | - | - | | | - | | | Santisteban     | 11 |    |    | 1   |    | 14   |
| Fran Rubio | - | 6 | - | - | 8 | 7 | 5 | - | | 6 | | | | | | | | | | | | | | | | | | | | | | | - | | Fran Rubio      | 10 | 2  |    | 1   |    | 32   |
| Edu Camps | - | - | | | - | - | - | - | - | | | | | - | | | - | - | | | | | | | | | | | | | | | | | Edu Camps       | 10 |    |    | 1   |    | -    |
| Jonathan | | | | | | | | | | | | | | | | - | | | | | | | | | | - | - | | 8 | - | 7 | - | 8 | 7 | Jonathan        | 9  | 2  |    | 1   |    | 30   |
| Rubén Romera | | | | | | | | | | | | | | | 4 | 7 | 6 | - | - | | - | 6 | - | | | | | | | | | | | | Rubén Romera    | 8  |    |    |     |    | 23   |
| Kiku Rimblas | | | | | | 6 | 7 | 5 | 7 | 6 | 7 | 5 | | | | | | | | | | | | | | | | | | | | | | | Kiku Rimblas    | 7  |    |    | 5   | 1  | 43   |
| Gerard | | | | | | | | | | | | | | | | | | | | | | | | | | - | - | | 6 | 5 | | - | 6 | 7 | Gerard          | 7  |    |    |     |    | 24   |
| Crivillé | | 7 | 6 | 7 | 7 | 7 | | | | | | | | | | | | | | | | | | | | | | | | | | | | | Crivillé        | 5  |    |    |     |    | 34   |
| Dame | | | | | | | | | | | | | | | | | | | | | 5 | - | - | 5 | | | | | | | | | | | Dame            | 4  | 1  |    |     |    | 10   |
| Pibe | | | | | | | | | | | | | | | | | | | | | | | | | | | | | | - | - | | 7 | - | Pibe            | 4  |    |    |     |    | 7    |
| Kelian | | | | | | | | | | | | | | | | | | | | | | | | | | | | | | | | - | 6 | | Kelian          | 2  |    |    |     |    | 6    |
| Bilal | | | | | | | | | | | | | | | | | | | | | | | | | | | | | | | | | 6 | - | Bilal           | 2  |    |    |     |    | 6    |
| Xavi Díaz | | | | | | | | | | | | | | | | | | | | | | | | | | | | | | | | | | | Xavi Díaz       | -  |    |    |     | 1  | -    |
| PJ:partits jugats, GM:gols marcats, GE:gols encaixats, TG:targetes grogues, TV:targetes vermelles, PS:puntuació Sport \| puntuació \| groga \| groga + groga \| groga + vermella \| vermella \| sanció \| lesió \| baixa \| | PJ:partits jugats, GM:gols marcats, GE:gols encaixats, TG:targetes grogues, TV:targetes vermelles, PS:puntuació Sport \| puntuació \| groga \| groga + groga \| groga + vermella \| vermella \| sanció \| lesió \| baixa \| | PJ:partits jugats, GM:gols marcats, GE:gols encaixats, TG:targetes grogues, TV:targetes vermelles, PS:puntuació Sport \| puntuació \| groga \| groga + groga \| groga + vermella \| vermella \| sanció \| lesió \| baixa \| | PJ:partits jugats, GM:gols marcats, GE:gols encaixats, TG:targetes grogues, TV:targetes vermelles, PS:puntuació Sport \| puntuació \| groga \| groga + groga \| groga + vermella \| vermella \| sanció \| lesió \| baixa \| | PJ:partits jugats, GM:gols marcats, GE:gols encaixats, TG:targetes grogues, TV:targetes vermelles, PS:puntuació Sport \| puntuació \| groga \| groga + groga \| groga + vermella \| vermella \| sanció \| lesió \| baixa \| | PJ:partits jugats, GM:gols marcats, GE:gols encaixats, TG:targetes grogues, TV:targetes vermelles, PS:puntuació Sport \| puntuació \| groga \| groga + groga \| groga + vermella \| vermella \| sanció \| lesió \| baixa \| | PJ:partits jugats, GM:gols marcats, GE:gols encaixats, TG:targetes grogues, TV:targetes vermelles, PS:puntuació Sport \| puntuació \| groga \| groga + groga \| groga + vermella \| vermella \| sanció \| lesió \| baixa \| | PJ:partits jugats, GM:gols marcats, GE:gols encaixats, TG:targetes grogues, TV:targetes vermelles, PS:puntuació Sport \| puntuació \| groga \| groga + groga \| groga + vermella \| vermella \| sanció \| lesió \| baixa \| | PJ:partits jugats, GM:gols marcats, GE:gols encaixats, TG:targetes grogues, TV:targetes vermelles, PS:puntuació Sport \| puntuació \| groga \| groga + groga \| groga + vermella \| vermella \| sanció \| lesió \| baixa \| | PJ:partits jugats, GM:gols marcats, GE:gols encaixats, TG:targetes grogues, TV:targetes vermelles, PS:puntuació Sport \| puntuació \| groga \| groga + groga \| groga + vermella \| vermella \| sanció \| lesió \| baixa \| | PJ:partits jugats, GM:gols marcats, GE:gols encaixats, TG:targetes grogues, TV:targetes vermelles, PS:puntuació Sport \| puntuació \| groga \| groga + groga \| groga + vermella \| vermella \| sanció \| lesió \| baixa \| | PJ:partits jugats, GM:gols marcats, GE:gols encaixats, TG:targetes grogues, TV:targetes vermelles, PS:puntuació Sport \| puntuació \| groga \| groga + groga \| groga + vermella \| vermella \| sanció \| lesió \| baixa \| | PJ:partits jugats, GM:gols marcats, GE:gols encaixats, TG:targetes grogues, TV:targetes vermelles, PS:puntuació Sport \| puntuació \| groga \| groga + groga \| groga + vermella \| vermella \| sanció \| lesió \| baixa \| | PJ:partits jugats, GM:gols marcats, GE:gols encaixats, TG:targetes grogues, TV:targetes vermelles, PS:puntuació Sport \| puntuació \| groga \| groga + groga \| groga + vermella \| vermella \| sanció \| lesió \| baixa \| | PJ:partits jugats, GM:gols marcats, GE:gols encaixats, TG:targetes grogues, TV:targetes vermelles, PS:puntuació Sport \| puntuació \| groga \| groga + groga \| groga + vermella \| vermella \| sanció \| lesió \| baixa \| | PJ:partits jugats, GM:gols marcats, GE:gols encaixats, TG:targetes grogues, TV:targetes vermelles, PS:puntuació Sport \| puntuació \| groga \| groga + groga \| groga + vermella \| vermella \| sanció \| lesió \| baixa \| | PJ:partits jugats, GM:gols marcats, GE:gols encaixats, TG:targetes grogues, TV:targetes vermelles, PS:puntuació Sport \| puntuació \| groga \| groga + groga \| groga + vermella \| vermella \| sanció \| lesió \| baixa \| | PJ:partits jugats, GM:gols marcats, GE:gols encaixats, TG:targetes grogues, TV:targetes vermelles, PS:puntuació Sport \| puntuació \| groga \| groga + groga \| groga + vermella \| vermella \| sanció \| lesió \| baixa \| | PJ:partits jugats, GM:gols marcats, GE:gols encaixats, TG:targetes grogues, TV:targetes vermelles, PS:puntuació Sport \| puntuació \| groga \| groga + groga \| groga + vermella \| vermella \| sanció \| lesió \| baixa \| | PJ:partits jugats, GM:gols marcats, GE:gols encaixats, TG:targetes grogues, TV:targetes vermelles, PS:puntuació Sport \| puntuació \| groga \| groga + groga \| groga + vermella \| vermella \| sanció \| lesió \| baixa \| | PJ:partits jugats, GM:gols marcats, GE:gols encaixats, TG:targetes grogues, TV:targetes vermelles, PS:puntuació Sport \| puntuació \| groga \| groga + groga \| groga + vermella \| vermella \| sanció \| lesió \| baixa \| | PJ:partits jugats, GM:gols marcats, GE:gols encaixats, TG:targetes grogues, TV:targetes vermelles, PS:puntuació Sport \| puntuació \| groga \| groga + groga \| groga + vermella \| vermella \| sanció \| lesió \| baixa \| | PJ:partits jugats, GM:gols marcats, GE:gols encaixats, TG:targetes grogues, TV:targetes vermelles, PS:puntuació Sport \| puntuació \| groga \| groga + groga \| groga + vermella \| vermella \| sanció \| lesió \| baixa \| | PJ:partits jugats, GM:gols marcats, GE:gols encaixats, TG:targetes grogues, TV:targetes vermelles, PS:puntuació Sport \| puntuació \| groga \| groga + groga \| groga + vermella \| vermella \| sanció \| lesió \| baixa \| | PJ:partits jugats, GM:gols marcats, GE:gols encaixats, TG:targetes grogues, TV:targetes vermelles, PS:puntuació Sport \| puntuació \| groga \| groga + groga \| groga + vermella \| vermella \| sanció \| lesió \| baixa \| | PJ:partits jugats, GM:gols marcats, GE:gols encaixats, TG:targetes grogues, TV:targetes vermelles, PS:puntuació Sport \| puntuació \| groga \| groga + groga \| groga + vermella \| vermella \| sanció \| lesió \| baixa \| | PJ:partits jugats, GM:gols marcats, GE:gols encaixats, TG:targetes grogues, TV:targetes vermelles, PS:puntuació Sport \| puntuació \| groga \| groga + groga \| groga + vermella \| vermella \| sanció \| lesió \| baixa \| | PJ:partits jugats, GM:gols marcats, GE:gols encaixats, TG:targetes grogues, TV:targetes vermelles, PS:puntuació Sport \| puntuació \| groga \| groga + groga \| groga + vermella \| vermella \| sanció \| lesió \| baixa \| | PJ:partits jugats, GM:gols marcats, GE:gols encaixats, TG:targetes grogues, TV:targetes vermelles, PS:puntuació Sport \| puntuació \| groga \| groga + groga \| groga + vermella \| vermella \| sanció \| lesió \| baixa \| | PJ:partits jugats, GM:gols marcats, GE:gols encaixats, TG:targetes grogues, TV:targetes vermelles, PS:puntuació Sport \| puntuació \| groga \| groga + groga \| groga + vermella \| vermella \| sanció \| lesió \| baixa \| | PJ:partits jugats, GM:gols marcats, GE:gols encaixats, TG:targetes grogues, TV:targetes vermelles, PS:puntuació Sport \| puntuació \| groga \| groga + groga \| groga + vermella \| vermella \| sanció \| lesió \| baixa \| | PJ:partits jugats, GM:gols marcats, GE:gols encaixats, TG:targetes grogues, TV:targetes vermelles, PS:puntuació Sport \| puntuació \| groga \| groga + groga \| groga + vermella \| vermella \| sanció \| lesió \| baixa \| | PJ:partits jugats, GM:gols marcats, GE:gols encaixats, TG:targetes grogues, TV:targetes vermelles, PS:puntuació Sport \| puntuació \| groga \| groga + groga \| groga + vermella \| vermella \| sanció \| lesió \| baixa \| | PJ:partits jugats, GM:gols marcats, GE:gols encaixats, TG:targetes grogues, TV:targetes vermelles, PS:puntuació Sport \| puntuació \| groga \| groga + groga \| groga + vermella \| vermella \| sanció \| lesió \| baixa \| | PJ:partits jugats, GM:gols marcats, GE:gols encaixats, TG:targetes grogues, TV:targetes vermelles, PS:puntuació Sport \| puntuació \| groga \| groga + groga \| groga + vermella \| vermella \| sanció \| lesió \| baixa \| | En pròpia porta |    | 1  |    |     |    |      |
| PJ:partits jugats, GM:gols marcats, GE:gols encaixats, TG:targetes grogues, TV:targetes vermelles, PS:puntuació Sport \| puntuació \| groga \| groga + groga \| groga + vermella \| vermella \| sanció \| lesió \| baixa \| | PJ:partits jugats, GM:gols marcats, GE:gols encaixats, TG:targetes grogues, TV:targetes vermelles, PS:puntuació Sport \| puntuació \| groga \| groga + groga \| groga + vermella \| vermella \| sanció \| lesió \| baixa \| | PJ:partits jugats, GM:gols marcats, GE:gols encaixats, TG:targetes grogues, TV:targetes vermelles, PS:puntuació Sport \| puntuació \| groga \| groga + groga \| groga + vermella \| vermella \| sanció \| lesió \| baixa \| | PJ:partits jugats, GM:gols marcats, GE:gols encaixats, TG:targetes grogues, TV:targetes vermelles, PS:puntuació Sport \| puntuació \| groga \| groga + groga \| groga + vermella \| vermella \| sanció \| lesió \| baixa \| | PJ:partits jugats, GM:gols marcats, GE:gols encaixats, TG:targetes grogues, TV:targetes vermelles, PS:puntuació Sport \| puntuació \| groga \| groga + groga \| groga + vermella \| vermella \| sanció \| lesió \| baixa \| | PJ:partits jugats, GM:gols marcats, GE:gols encaixats, TG:targetes grogues, TV:targetes vermelles, PS:puntuació Sport \| puntuació \| groga \| groga + groga \| groga + vermella \| vermella \| sanció \| lesió \| baixa \| | PJ:partits jugats, GM:gols marcats, GE:gols encaixats, TG:targetes grogues, TV:targetes vermelles, PS:puntuació Sport \| puntuació \| groga \| groga + groga \| groga + vermella \| vermella \| sanció \| lesió \| baixa \| | PJ:partits jugats, GM:gols marcats, GE:gols encaixats, TG:targetes grogues, TV:targetes vermelles, PS:puntuació Sport \| puntuació \| groga \| groga + groga \| groga + vermella \| vermella \| sanció \| lesió \| baixa \| | PJ:partits jugats, GM:gols marcats, GE:gols encaixats, TG:targetes grogues, TV:targetes vermelles, PS:puntuació Sport \| puntuació \| groga \| groga + groga \| groga + vermella \| vermella \| sanció \| lesió \| baixa \| | PJ:partits jugats, GM:gols marcats, GE:gols encaixats, TG:targetes grogues, TV:targetes vermelles, PS:puntuació Sport \| puntuació \| groga \| groga + groga \| groga + vermella \| vermella \| sanció \| lesió \| baixa \| | PJ:partits jugats, GM:gols marcats, GE:gols encaixats, TG:targetes grogues, TV:targetes vermelles, PS:puntuació Sport \| puntuació \| groga \| groga + groga \| groga + vermella \| vermella \| sanció \| lesió \| baixa \| | PJ:partits jugats, GM:gols marcats, GE:gols encaixats, TG:targetes grogues, TV:targetes vermelles, PS:puntuació Sport \| puntuació \| groga \| groga + groga \| groga + vermella \| vermella \| sanció \| lesió \| baixa \| | PJ:partits jugats, GM:gols marcats, GE:gols encaixats, TG:targetes grogues, TV:targetes vermelles, PS:puntuació Sport \| puntuació \| groga \| groga + groga \| groga + vermella \| vermella \| sanció \| lesió \| baixa \| | PJ:partits jugats, GM:gols marcats, GE:gols encaixats, TG:targetes grogues, TV:targetes vermelles, PS:puntuació Sport \| puntuació \| groga \| groga + groga \| groga + vermella \| vermella \| sanció \| lesió \| baixa \| | PJ:partits jugats, GM:gols marcats, GE:gols encaixats, TG:targetes grogues, TV:targetes vermelles, PS:puntuació Sport \| puntuació \| groga \| groga + groga \| groga + vermella \| vermella \| sanció \| lesió \| baixa \| | PJ:partits jugats, GM:gols marcats, GE:gols encaixats, TG:targetes grogues, TV:targetes vermelles, PS:puntuació Sport \| puntuació \| groga \| groga + groga \| groga + vermella \| vermella \| sanció \| lesió \| baixa \| | PJ:partits jugats, GM:gols marcats, GE:gols encaixats, TG:targetes grogues, TV:targetes vermelles, PS:puntuació Sport \| puntuació \| groga \| groga + groga \| groga + vermella \| vermella \| sanció \| lesió \| baixa \| | PJ:partits jugats, GM:gols marcats, GE:gols encaixats, TG:targetes grogues, TV:targetes vermelles, PS:puntuació Sport \| puntuació \| groga \| groga + groga \| groga + vermella \| vermella \| sanció \| lesió \| baixa \| | PJ:partits jugats, GM:gols marcats, GE:gols encaixats, TG:targetes grogues, TV:targetes vermelles, PS:puntuació Sport \| puntuació \| groga \| groga + groga \| groga + vermella \| vermella \| sanció \| lesió \| baixa \| | PJ:partits jugats, GM:gols marcats, GE:gols encaixats, TG:targetes grogues, TV:targetes vermelles, PS:puntuació Sport \| puntuació \| groga \| groga + groga \| groga + vermella \| vermella \| sanció \| lesió \| baixa \| | PJ:partits jugats, GM:gols marcats, GE:gols encaixats, TG:targetes grogues, TV:targetes vermelles, PS:puntuació Sport \| puntuació \| groga \| groga + groga \| groga + vermella \| vermella \| sanció \| lesió \| baixa \| | PJ:partits jugats, GM:gols marcats, GE:gols encaixats, TG:targetes grogues, TV:targetes vermelles, PS:puntuació Sport \| puntuació \| groga \| groga + groga \| groga + vermella \| vermella \| sanció \| lesió \| baixa \| | PJ:partits jugats, GM:gols marcats, GE:gols encaixats, TG:targetes grogues, TV:targetes vermelles, PS:puntuació Sport \| puntuació \| groga \| groga + groga \| groga + vermella \| vermella \| sanció \| lesió \| baixa \| | PJ:partits jugats, GM:gols marcats, GE:gols encaixats, TG:targetes grogues, TV:targetes vermelles, PS:puntuació Sport \| puntuació \| groga \| groga + groga \| groga + vermella \| vermella \| sanció \| lesió \| baixa \| | PJ:partits jugats, GM:gols marcats, GE:gols encaixats, TG:targetes grogues, TV:targetes vermelles, PS:puntuació Sport \| puntuació \| groga \| groga + groga \| groga + vermella \| vermella \| sanció \| lesió \| baixa \| | PJ:partits jugats, GM:gols marcats, GE:gols encaixats, TG:targetes grogues, TV:targetes vermelles, PS:puntuació Sport \| puntuació \| groga \| groga + groga \| groga + vermella \| vermella \| sanció \| lesió \| baixa \| | PJ:partits jugats, GM:gols marcats, GE:gols encaixats, TG:targetes grogues, TV:targetes vermelles, PS:puntuació Sport \| puntuació \| groga \| groga + groga \| groga + vermella \| vermella \| sanció \| lesió \| baixa \| | PJ:partits jugats, GM:gols marcats, GE:gols encaixats, TG:targetes grogues, TV:targetes vermelles, PS:puntuació Sport \| puntuació \| groga \| groga + groga \| groga + vermella \| vermella \| sanció \| lesió \| baixa \| | PJ:partits jugats, GM:gols marcats, GE:gols encaixats, TG:targetes grogues, TV:targetes vermelles, PS:puntuació Sport \| puntuació \| groga \| groga + groga \| groga + vermella \| vermella \| sanció \| lesió \| baixa \| | PJ:partits jugats, GM:gols marcats, GE:gols encaixats, TG:targetes grogues, TV:targetes vermelles, PS:puntuació Sport \| puntuació \| groga \| groga + groga \| groga + vermella \| vermella \| sanció \| lesió \| baixa \| | PJ:partits jugats, GM:gols marcats, GE:gols encaixats, TG:targetes grogues, TV:targetes vermelles, PS:puntuació Sport \| puntuació \| groga \| groga + groga \| groga + vermella \| vermella \| sanció \| lesió \| baixa \| | PJ:partits jugats, GM:gols marcats, GE:gols encaixats, TG:targetes grogues, TV:targetes vermelles, PS:puntuació Sport \| puntuació \| groga \| groga + groga \| groga + vermella \| vermella \| sanció \| lesió \| baixa \| | PJ:partits jugats, GM:gols marcats, GE:gols encaixats, TG:targetes grogues, TV:targetes vermelles, PS:puntuació Sport \| puntuació \| groga \| groga + groga \| groga + vermella \| vermella \| sanció \| lesió \| baixa \| | PJ:partits jugats, GM:gols marcats, GE:gols encaixats, TG:targetes grogues, TV:targetes vermelles, PS:puntuació Sport \| puntuació \| groga \| groga + groga \| groga + vermella \| vermella \| sanció \| lesió \| baixa \| | PJ:partits jugats, GM:gols marcats, GE:gols encaixats, TG:targetes grogues, TV:targetes vermelles, PS:puntuació Sport \| puntuació \| groga \| groga + groga \| groga + vermella \| vermella \| sanció \| lesió \| baixa \| | Total           |    | 59 | 56 | 123 | 13 | 2487 |
| puntuació | groga | groga + groga | groga + vermella | vermella | sanció | lesió | baixa | | | | | | | | | | | | | | | | | | | | | | | | | | | |                 |    |    |    |     |    |      |

## Resultats
| Amistosos |

| 12 agost 2009              | EC Granollers | 2 – 3                          | FC Santboià | Granollers                         |  |
| 20:00 Memorial Dani Jarque | Marcial 10' · Kiku Parcerisas 73' (p.) Vilarrassa · Lluís Díaz, Maikel, Kiku Rimblas, Cánovas · Marcial, Oriol Vila, Brullet, Àlex Gil · Àngel, Fran Rubio | Mundo Deportivo Sport El 9 Nou | 49' 65' Pedrito · 90' Gallart Rafa Leva · Omar I, Gallego, Aleix Valls, Alonso · Heredia, Cullà, Ramon Giró · Peque, Miki, Montero | Carrer Girona · González Vázquez · |  |

| 14 agost 2009 | CF Badalona (juvenil) | 1 – 1                    | EC Granollers | Badalona                                     |  |
| 21:00         | Gerard 67' Kevin Ibáñez · Esteban, Èric, Kevin Buenavida, Joan · Ángel, Aitor Millán, Kevin Corredera, · Albert, Robert, Sergi | Mundo Deportivo El 9 Nou | 25' Pereira Adri · Lluís Díaz, Maikel, Kiku Rimblas, Merlatti · Marcial, Oriol Vila, Fran Rubio · Calvo, Àlex Gil, Pereira | Camp del Centenari · Lluís Company Jiménez · |  |

| 19 agost 2009 | UE Cornellà | 3 – 2                    | EC Granollers | Cornellà de Llobregat       |  |
| 20:00         | Valentín 15' · Cano 40' · Chiqui 70' Talavera · José Luis, Alberto, Jornet, Valentín · Marc Rojals, Charly Ruiz, Pep · Moha, Cano, Chiqui | Mundo Deportivo El 9 Nou | 01' Marcial · 26' Àlex Gil · Cristian Raño · Lluís Díaz, Maikel, Merlatti, Cánovas · Marcial, Oriol Vila, Brullet, Àlex Gil · Àngel, Fran Rubio | Via Fèrria · Óscar Moreno · |  |

| 22 agost 2009    | CF Atlètic Poble Sec                                                              | 0 – 1           | Sant Crist Moldàvia UD                                                                                 | Granollers                    |  |
| 19:00 Triangular | Rubén Nabil, Miguel, Vasco, Ruflán Antoñito, Pedro, Xavi Luque, Fran, Jose Segura | Mundo Deportivo | 15' Giovanni Adrián · Masa, Gio, Abdela, Júnior · Roberto, Marcelo, Pérez · Claudio, Giovanni, Santana | Carrer Girona · Víctor Rico · |  |

| 22 agost 2009    | EC Granollers | 0 – 0           | CF Atlètic Poble Sec                                                            | Granollers                                    |  |
| 20:00 Triangular | Cristian Raño Lluís Díaz, Kelian, Kiku Rimblas, Cánovas Marcial, Oriol Vila, Kiku Parcerisas, Àlex Gil Àngel, Pereira | Mundo Deportivo | Carles Carulla Ros, Adam, Marcel, Pedro Rulo, Luque, Fran Xavi, Antoñito, Nabil | Carrer Girona · Diego Hernán Ricci González · |  |

| 22 agost 2009    | EC Granollers | 2 – 1           | Sant Crist Moldàvia UD                                                                            | Granollers                       |  |
| 21:00 Triangular | Antón 04' · Marcial 28' Vilarrassa · Lluís Díaz, Kelian, Kiku Rimblas, Cánovas · Calvo, Oriol Vila, Antón, Pereira · Àngel, Fran Rubio | Mundo Deportivo | 13' Marcelo · Elvis · César, Isam, Manuel, Giorgio · Gislay, Guille, Ayrón · David, Álex, Marcelo | Carrer Girona · Rubén González · |  |

| 26 agost 2009 | CF Damm                                                                                      | 2 – 3           | EC Granollers | Nou Barris, Barcelona      |  |
| 20:00         | Sanny 09' 48' · Isma · Peña, Moya, Durán, Osuna · Grasa, Padilla, Rubén · Aitor, Sanny, Toti | Mundo Deportivo | 30' Antón · 76' 85' Marcial Cristian · Lluís Díaz, Antón, Sergi Ortiz, Cánovas · Calvo, Oriol Vila, Brullet, Àlex Gil · Àngel, Xavi Díaz | Carlos Rodríguez Enrique · |  |

| 29 agost 2009                | FC Martinenc | 1 – 1 | UD Molletense | Granollers      |  |
| 19:30 Triangular Festa Major |              |       | (a)           | Carrer Girona · |  |

| 29 agost 2009                | EC Granollers | 0 – 0 | FC Martinenc | Granollers      |  |
| 20:30 Triangular Festa Major |               |       |              | Carrer Girona · |  |

| 29 agost 2009                | EC Granollers | 1 – 1 | UD Molletense | Granollers      |  |
| 21:30 Triangular Festa Major | Kelian        |       |               | Carrer Girona · |  |

| 3 setembre 2009 | UE Sant Ildefons | 1 – 2 | EC Granollers | Cornellà de Llobregat |  |
| 20:00           |                  |       | Marcial       |                       |  |

| 6 setembre 2009                | CF Olímpic La Garriga | 1 – 1    | EC Granollers | Les Franqueses del Vallès    |  |
| 18:00 XXIX Trofeu ElectroCamps | 43'                   | El 9 Nou | 41' Àlex Gil  | Municipal de Corró d'Avall · |  |

| 6 setembre 2009                | CF Les Franqueses | 1 – 3    | EC Granollers               | Les Franqueses del Vallès    |  |
| 19:00 XXIX Trofeu ElectroCamps | 02'               | El 9 Nou | 04' Adama · 26' 37' Marcial | Municipal de Corró d'Avall · |  |

| 6 setembre 2009                | CF Les Franqueses | 1 – 0    | CF Olímpic La Garriga | Les Franqueses del Vallès    |  |
| 20:00 XXIX Trofeu ElectroCamps | 08'               | El 9 Nou |                       | Municipal de Corró d'Avall · |  |

| 12 octubre 2009 | CE Llerona | 3 – 2 | EC Granollers | Llerona, Les Franqueses del Vallès |  |
| 12:00           |            |       |               | Instal·lacions Parroquials ·       |  |

| Preferent Territorial |

| 13 setembre 2009 | EC Granollers | 4 – 1                    | Cerdanyola del Vallès FC                                                                                  | Granollers                              |  |
| 12:00 Jornada 1  | Marcial 32' (p.) · Àlex Gil 45' · Brullet 74' · Fran Rubio 91' (p.) Cristian Raño · Lluís Díaz, Planes, Kiku Parcerisas, Cánovas · Oriol Vila, Brullet, Àlex Gil · Marcial, Àngel, Pereira | Mundo Deportivo El 9 Nou | 63' Campuzano · Rico · Roque, Campuzano, Belda, Juanjo · Pau, Carlos Lozano, Mejía · Víctor, Peter, Manel | Carrer Girona · Joel Moreno Berenguer · |  |

| 20 setembre 2009 | CE Vilassar de Dalt                                                                           | 1 – 0           | EC Granollers                                                                                          | Vilassar de Dalt                 |  |
| 12:00 Jornada 2  | Cobo 87' Yeste · Álex, Barberán, Dani Prieto, Piru · Bustos, Pablo, Fran · Teruel, Cata, León | Mundo Deportivo | Vilarrassa Lluís Díaz, Planes, Crivillé, Cánovas Oriol Vila, Brullet, Àlex Gil Marcial, Àngel, Pereira | Vallmorena · Javier Alonso Vay · |  |

| 27 setembre 2009 | EC Granollers | 3 – 3                          | UE Tona | Granollers                                                                             |  |
| 12:00 Jornada 3  | Pereira 45' · Àngel 83' · Brullet 90' Vilarrassa · Lluís Díaz, Kiku Parcerisas, Crivillé, Cánovas · Oriol Vila, Brullet, Àlex Gil · Marcial, Àngel, Pereira | Mundo Deportivo Sport El 9 Nou | 06' Peque · 24' Santa · 37' Cesc Joel · Noguera, Casas, Cunill, Roquet · Arqués, Puig, Martí · Peque, Santa, Cesc | Carrer Girona · Héctor Robas Bondia · Jordi Ortiz Villalonga · Òscar Gómez Bassegoda · |  |

| 4 octubre 2009  | UE Olot | 2 – 1                                                     | EC Granollers | Olot |  |
| 16:30 Jornada 4 | Robert 32' · Jordi Dot 45' Reig · Freixa, Berga, Jordi Dot, Armengol · Roger, Abel, Toti · Dani Alonso, Robert, Villaplana | Mundo Deportivo Sport El 9 Esportiu Futbol Girona UE Olot | 70' Pereira · Cristian Raño · Lluís Díaz, Planes, Kiku Parcerisas, Crivillé, Cánovas · Oriol Vila, Brullet, Àlex Gil · Àngel, Marcial | Estadi Municipal · 650 espectadors · Carlos Ferrero Mansilla · Urbano Sánchez · Carlos González Fernández · |  |

| 11 octubre 2009 | CE Manresa                                                                                        | 0 – 2                 | EC Granollers | Manresa                                                                                          |  |
| 17:00 Jornada 5 | Juanjo Marc Gómez, Garrido, Oriol, Moha Pol Pintó, Ivan Berenguer, Eloi, Ton Casas Revilla, Chema | Mundo Deportivo Sport | 34' Oriol Vila · 71' Àlex Gil Cristian Raño · Lluís Díaz, Planes, Crivillé, Cánovas · Oriol Vila, Brullet, Fran Rubio · Marcial, Adama, Pereira | Nou Congost · 140 espectadors · Marcelino Asensio Lahuerta · Cecilia Bravo · Joan Ponce Moreno · |  |

| 18 octubre 2009 | EC Granollers | 3 – 1                 | CF Lloreda                                                                                        | Granollers                                                                       |  |
| 12:00 Jornada 6 | Brullet 19' · Adama 28' 47' Cristian Raño · Lluís Díaz, Planes, Crivillé, Kiku Rimblas · Oriol Vila, Brullet, Fran Rubio · Àngel, Adama, Pereira | Mundo Deportivo Sport | 29' Loren · Carlos · Sergio, Víctor, Linares, Rojas · Javi, D'Assís, Gica · Juanlu, Loren, Álvaro | Carrer Girona · Miguel Escalera Aguilar · Samuel Hernández Ramos · David López · |  |

| 24 octubre 2009 | CE Farners | 1 – 2                                          | EC Granollers | Santa Coloma de Farners                              |  |
| 16:30 Jornada 7 | Gerard Masferrer 24' Pane · Soler, Bru, Vendrell, Tala · Padrós, Pitu Riart, Cristian · Artau, Enric Dot, Gerard Masferrer | Mundo Deportivo Sport Futbol Girona Ara Vallès | 47' 77' Àngel Cristian Raño · Lluís Díaz, Planes, Kiku Rimblas, Cánovas · Oriol Vila, Brullet, Fran Rubio · Marcial, Adama, Àngel | Municipal · 200 espectadors · José González Ferrer · |  |

| 1 novembre 2009 | EC Granollers                                                                                              | 0 – 2                          | UE Aiguafreda | Granollers                                                                               |  |
| 12:00 Jornada 8 | Cristian Raño Lluís Díaz, Planes, Kiku Rimblas, Cánovas Oriol Vila, Brullet, Pereira Marcial, Adama, Àngel | Mundo Deportivo Sport El 9 Nou | 34' Cesc Pla · 85' Muniesa Toni Montero · Jordi Pla, Marcel Verdaguer, Héctor, Muniesa · Cesc Pla, Vinyet, Muntadas · Solé, Marc, Roger | Carrer Girona · Antonio Navarrete Montoro · Daniel López Jiménez · Josep Barceló Prats · |  |

| 8 novembre 2009 | UE Vic | 1 – 0                          | EC Granollers                                                                                          | Vic                                                                                |  |
| 17:30 Jornada 9 | Edu Dot 85' Ochoa · Carrascal, Payán, Edu Dot, Olivé · Trulls, Cunill, Miki Espiñeira · Marc Comas, Joan Pi, Soler | Mundo Deportivo Sport El 9 Nou | Cristian Raño Maikel, Planes, Kiku Rimblas, Cánovas Calvo, Oriol Vila, Brullet Marcial, Àngel, Pereira | Municipal · Jonathan Miguel Teruel · Mireia Gil Martínez · Ramon Solsona Guillén · |  |

| 15 novembre 2009 | EC Granollers | 7 – 2                                  | CE Sant Feliu Sasserra                                                                                        | Granollers                                                                                    |  |
| 12:00 Jornada 10 | Planes 01' · Àngel 03' 65' · Oriol Vila 07' · Calvo 27' · Fran Rubio 70' · Brullet 86' Cristian Raño · Lluís Díaz, Planes, Kiku Rimblas, Cánovas · Calvo, Oriol Vila, Brullet · Àngel, Adama, Pereira | Mundo Deportivo Sport El 9 Nou Regió 7 | 68' 80' Juanjo · Marc Antoni · Córcoles, Roma, Miki, Damià · Moreno, Boris, Pelfort · Juanjo, Alberto, Serrat | Carrer Girona · Francesc del Olmo Castelló · Jaume Lorenzo Caselles · Raül Novell i Álvarez · |  |

| 22 novembre 2009 | CE Sant Hilari                                                                                                | 2 – 2                               | EC Granollers | Sant Hilari Sacalm             |  |
| 16:30 Jornada 11 | Rosell 42' · Ibarzabal 52' Jota · Pinto, Youssef, Cabra, Dani · Rosell, Criado, Ibarzabal · Generó, Pau, Iván | Mundo Deportivo Sport El 9 Esportiu | 50' Àngel · 95' Cánovas Cristian Raño · Maikel, Planes, Kiku Rimblas, Cánovas · Oriol Vila, Brullet, Àlex Gil · Marcial, Àngel, Pereira | Can Pons · Raúl Inglés Bravo · |  |

| 29 novembre 2009 | EC Granollers | 2 – 4                            | UE Canovelles | Granollers                                                                            |  |
| 12:00 Jornada 12 | Àlex Gil 03' · Planes 42' · Cristian Raño · Lluís Díaz, Planes, Kiku Rimblas, Cánovas · Oriol Vila, Brullet, Àlex Gil · Marcial, Adama, Pereira | Mundo Deportivo Sport Ara Vallès | 01' 68' Marcelo · 49' (p.) David Matito · 87' Estivi Estudillo · Diego, Parra, Gerard, Raúl Matito · David Matito, Estivi, Ramos · Marcelo, Carlos, Miguel Ortega | Carrer Girona · Manuel Carlos Baena Gómez · Anillos Serrano · Albert Casas Podadera · |  |

| 6 desembre 2009  | FC Palafrugell                                                                                           | 1 – 0                               | EC Granollers                                                                                        | Palafrugell                                                                       |  |
| 16:45 Jornada 13 | Raül 43' Sepu II · Frigola, Alsina, Pastor, Gálvez · Casagran, Pitu, Ponsà · Raül, Carles Martínez, Moha | Mundo Deportivo Sport El 9 Esportiu | Cristian Raño Lluís Díaz, Maikel, Romo, Planes, Cánovas Marcial, Oriol Vila, Àlex Gil Àngel, Brullet | Josep Pla i Arbonés · Carles Bayón Martí · Gavín Fontanals · Javier Chalé Sabat · |  |

| 13 desembre 2009 | EC Granollers                                                                                | 0 – 2                 | CF Mollet UE | Granollers                                                                           |  |
| 12:00 Jornada 14 | Vilarrassa Maikel, Romo, Planes, Cánovas Oriol Vila, Brullet, Àlex Gil Calvo, Àngel, Pereira | Mundo Deportivo Sport | 17' 83' Valverde Marc Bellés · Alberto, Jordi Arguisuelas, Cristian, Fran · Marc Fortuny, Toni García, Marcelo · Riki Alcántara, Aliou, Valverde | Carrer Girona · José Asensio Tejero · Jairo Berrocal Rodríguez · Dídac Molina Peig · |  |

| 10 gener 2010    | EC Granollers | 1 – 2                                               | FC Palau | Granollers                               |  |
| 12:00 Jornada 16 | Oriol Vila 94' (p.) · Vilarrassa · Maikel, Romo, Planes, Merlatti · Oriol Vila, Kiku Parcerisas, Brullet · Calvo, Adama, Rubén Romera | Mundo Deportivo Sport Revista del Vallès Ara Vallès | 22' Palma · 33' Morera Yoyo · Viri, José María, Ortiz, Dioni · Palma, Álvaro, Oriol · Morera, Miguelito, Héctor | Carrer Girona · Asier García Rodríguez · |  |

| 14 gener 2010    | CF Ripollet | 3 – 1                 | EC Granollers | Ripollet                                                                                               |  |
| 21:00 Jornada 15 | Cadmo 13' 30' · Cristóbal 72' Reyes · Salva Tirado, Javi, Salva Carreras, Miguel · Salicio, Marc Gomà, Uri · Cadmo, Cristóbal, Pedro | Mundo Deportivo Sport | 90' Àngel · Vilarrassa · Lluís Díaz, Romo, Rueda, Cánovas · Maikel, Kiku Parcerisas, Oriol Vila · Calvo, Àngel, Rubén Romera | Municipal · 200 espectadors · Eduard Pascual Oliva · Ángel Fernández Gutiérrez · Antoni Martín Viger · |  |

| 17 gener 2010    | CE Premià de Dalt                                                                            | 0 – 0                                               | EC Granollers                                                                                                  | Premià de Dalt                                                                    |  |
| 12:00 Jornada 17 | Sergio Fran Fuentes, Adolfo, Kilian, Julio Cristóbal, Buitre, Vives Washington, Sultán, Lalo | Mundo Deportivo Sport Revista del Vallès Ara Vallès | David Guisado Lluís Díaz, Romo, Rueda, Cánovas Oriol Vila, Kiku Parcerisas, Brullet Calvo, Adama, Rubén Romera | Municipal · David Pinel Fernández · Joel Gurrera Farnós · Òscar Gómez Bassegoda · |  |

| 24 gener 2010    | Cerdanyola del Vallès FC                                                                     | 0 – 1                                    | EC Granollers | Cerdanyola del Vallès                                                            |  |
| 12:00 Jornada 18 | Rico Roque, Juanjo, Fran, Óscar David Peter, Lozano, Marc Fonts Carlos, Edu Marrón, Raventós | Mundo Deportivo Sport Revista del Vallès | 21' David Sánchez David Guisado · Lluís Díaz, Romo, Kiku Parcerisas, Cánovas · Oriol Vila, Brullet, Àlex Gil · Calvo, Adama, David Sánchez | La Bòbila · Israel Rodríguez Gómez · Francesc Roca Molné · Iván Cañabate Matas · |  |

| 31 gener 2010    | EC Granollers | 0 – 2                                    | CE Vilassar de Dalt                                                                                              | Granollers                                                                            |  |
| 12:00 Jornada 19 | David Guisado Lluís Díaz, Romo, Kiku Parcerisas, Cánovas Calvo, Oriol Vila, Brullet, Àlex Gil Adama, David Sánchez | Mundo Deportivo Sport Revista del Vallès | 38' 70' Bermúdez Manu · Álex, Barberán, Dani Prieto, Carlos González · Bustos, Pablo, Pau · Caña, Bermúdez, Cata | Carrer Girona · Álvaro García Chavarría · Héctor Rollo · Federico de Oliveira Pires · |  |

| 7 febrer 2010    | UE Tona                                                                                    | 2 – 2                                    | EC Granollers | Tona                                                                              |  |
| 11:45 Jornada 20 | Peque 25' 81' Joel · Èric, Vestit, Roquet, Cunill · Martí, Puig, Eloi · Peque, Dani, Santa | Mundo Deportivo Sport Revista del Vallès | 60' 65' Adama David Guisado · Maikel, Romo, Kiku Parcerisas, Cánovas · Oriol Vila, Brullet, Merlatti · Calvo, Àlex Gil, David Sánchez | Nou Municipal · Manuel Baños Martín · Joan Ponce Moreno · Òscar Gómez Bassegoda · |  |

| 21 febrer 2010   | EC Granollers | 3 – 1                                                          | UE Olot | Granollers                                                                               |  |
| 12:00 Jornada 21 | Calvo 27' · Adama 53' · David Sánchez 67' David Guisado · Maikel, Romo, Rueda, Cánovas · Oriol Vila, Brullet, Àlex Gil · Calvo, Adama, David Sánchez | Mundo Deportivo Sport Revista del Vallès Futbol Girona UE Olot | 75' Abel · Aleix · Freixa, Berga, Jordi Dot, Armengol · Roger, Abel, Toti · Dani Alonso, Robert, Villaplana | Carrer Girona · Juan Carlos Blasco Pastor · Raúl Aldana Llorens · Andy Sanz del Puerto · |  |

| 28 febrer 2010   | EC Granollers | 3 – 1                                               | CE Manresa | Granollers                                                                                              |  |
| 12:00 Jornada 22 | Adama 14' · David Sánchez 66' · Dame 84' David Guisado · Maikel, Romo, Rueda, Cánovas · Oriol Vila, Brullet, Àlex Gil · Calvo, Adama, David Sánchez | Mundo Deportivo Sport Revista del Vallès Ara Vallès | 78' (p.) Revilla · Juanjo · Marc Gómez, Ivan Berenguer, Moha, Cristian · Pol Pintó, Revilla, Eloi, Kante · Edgar, Rebollo | Carrer Girona · 180 espectadors · Antonio Pinzano Rodríguez · Javier Baltanas Bayo · Márquez González · |  |

| 7 març 2010      | CF Lloreda                                                                       | 0 – 2                                               | EC Granollers | Lloreda, Badalona                                                                          |  |
| 12:00 Jornada 23 | Carlos Carriqui, Luismi, Linares, Rojas Gica, Galeano, Benji Leira, Campoy, Javi | Mundo Deportivo Sport Revista del Vallès Ara Vallès | 32' Kiku Parcerisas · 53' David Sánchez David Guisado · Maikel, Kiku Parcerisas, Santisteban, Merlatti · Oriol Vila, Brullet, Àlex Gil · Calvo, Adama, David Sánchez | Municipal · 100 espectadors · Asier García Rodríguez · Jesús Miras · Josep Barceló Prats · |  |

| 14 març 2010     | EC Granollers | 3 – 2                                                             | CE Farners | Granollers                                                   |  |
| 12:00 Jornada 24 | Pane 29' (p.p.) · Adama 42' · Calvo 54' David Guisado · Maikel, Kiku Parcerisas, Santisteban, Merlatti · Oriol Vila, Brullet, Àlex Gil · Calvo, Adama, David Sánchez | Mundo Deportivo Sport Revista del Vallès Ara Vallès Futbol Girona | 73' 87' Roura · Pane · Manel, Èric, Moré, Tala · Carles, Vendrell, Cristian · Artau, Enric Dot, Gerard Masferrer | Carrer Girona · 200 espectadors · Antonio Montes Rodríguez · |  |

| 20 març 2010     | UE Aiguafreda | 1 – 0                                               | EC Granollers                                                                                           | Sant Julià de Vilatorta                                                                                        |  |
| 16:00 Jornada 25 | Cesc Pla 81' (p.) Toni Montero · Jordi Pla, Marcel Verdaguer, Héctor, Tuneu · Cesc Pla, Vinyet, Muntadas · Casas, Oriol Dot, Puche | Mundo Deportivo Sport Revista del Vallès Ara Vallès | David Guisado Maikel, Romo, Merlatti, Cánovas Oriol Vila, Brullet, Àlex Gil Calvo, Adama, David Sánchez | Municipal · 100 espectadors · Fernando García Martos · Vicente Alexandre Muñoz Baquero · Jordi Graells Marcé · |  |

| 28 març 2010     | EC Granollers | 1 – 0                                     | UE Vic                                                                                | Granollers                                                                                  |  |
| 12:00 Jornada 26 | Calvo 38' David Guisado · Maikel, Romo, Merlatti, Cánovas · Oriol Vila, Brullet, Víctor Manuel · Calvo, Adama, David Sánchez | Mundo Deportivo Sport El 9 Nou Ara Vallès | Ochoa Carrascal, Payán, Edu Dot, Valls Pol, Cunill, Bellavista Vaqué, Joan Pi, Marcel | Carrer Girona · César García Peñacoba · Alejandro Aguiar Muñoz · Joan Ignasi Ros Martínez · |  |

| 11 abril 2010    | CE Sant Feliu Sasserra                                                                                      | 1 – 2                                            | EC Granollers | Sant Feliu Sasserra                                                    |  |
| 16:30 Jornada 27 | Carlitos 79' · Enciso · Linares, Damià, Prat, Vinyals · Dani Flores, Daha, Adri · Pelfort, Carlitos, Juanjo | Mundo Deportivo Sport Revista del Vallès Regió 7 | 77' Brullet · 87' Adama David Guisado · Maikel, Romo, Merlatti, Cánovas · Oriol Vila, Brullet, Víctor Manuel · Calvo, Adama, David Sánchez | Sant Roc · Javier Alonso Vay · Caballero Jerez · Jaume Pérez Sánchez · |  |

| 18 abril 2010    | EC Granollers | 2 – 1                                    | CE Sant Hilari                                                                                       | Granollers                        |  |
| 12:00 Jornada 28 | David Sánchez 15' 37' Vilarrassa · Maikel, Romo, Merlatti, Cánovas · Oriol Vila, Brullet, Àlex Gil · Calvo, Adama, David Sánchez | Mundo Deportivo Sport Revista del Vallès | 25' Cardoso Jota · Óscar, Youssef, Cabra, Pinto · Ibarzabal, Criado, Miguelón · Litus, Cardoso, Iván | Carrer Girona · Rhazli Bouchaib · |  |

| 25 abril 2010    | UE Canovelles | 2 – 1                                    | EC Granollers | Canovelles                                                                |  |
| 17:00 Jornada 29 | Miguel Jiménez 11' · Estivi 77' Edu · Chus, Parra, Gerard, Raúl Matito · David Matito, Adrià, Estivi · Cristian, Miguel Jiménez, Miguel Ortega | Mundo Deportivo Sport Revista del Vallès | 89' Adama · Vilarrassa · Maikel, Romo, Merlatti, Rueda · Calvo, Oriol Vila, Àlex Gil · Víctor Manuel, Jonathan, David Sánchez | Municipal · Josep Pujol Cugat · Héctor Rallo Tolós · Víctor Grau Ferrer · |  |

| 1 maig 2010      | EC Granollers | 1 – 3                                                  | FC Palafrugell | Granollers                                  |  |
| 17:30 Jornada 30 | Romo 73' · Vilarrassa · Maikel, Rueda, Merlatti, Cánovas · Gerard, Brullet, Àlex Gil · Víctor Manuel, Adama, David Sánchez | Mundo Deportivo Sport Revista del Vallès Futbol Girona | 26' (p.) Pitu · 51' Montoliu · 63' (p.) Ponsà Carles · Cenizo, Edu Puig, Pastor, Pitu · Marc Vilà, Montoliu, Alsina · Raül, Èric, Oriol | Carrer Girona · Alberto Gutiérrez Herraiz · |  |

| 8 maig 2010      | CF Mollet UE | 3 – 1                            | EC Granollers | Mollet del Vallès                        |  |
| 12:00 Jornada 31 | Marc Fortuny 19' · Marcelo 64' · Noel 87' (p.) Marc Bellés · Alberto, Jordi Arguisuelas, Cristian, Toni Ruiz · Marc Fortuny, Chiqui, José Manuel · Riki Alcántara, Manolo Casto, Marcelo | Mundo Deportivo Sport Ara Vallès | 38' Jonathan · Vilarrassa · Maikel, Romo, Merlatti, Cánovas · Oriol Vila, Brullet, Àlex Gil · Víctor Manuel, Adama, Jonathan | Germans Gonzalvo · Manuel Baños Martín · |  |

| 16 maig 2010     | EC Granollers | 2 – 4           | CF Ripollet | Granollers                          |  |
| 12:00 Jornada 32 | David Sánchez 45' · Jonathan 72' · Vilarrassa · Maikel, Romo, Merlatti, Rueda · Oriol Vila, Brullet, Cánovas · Víctor Manuel, Adama, David Sánchez | Mundo Deportivo | 02' Rubén · 59' Aguilar · 87' Cristóbal · 93' Fran Reyes · Salva Tirado, Bravo, Rai, Miguel · Berni, Salva Carreras, Cadmo · Marc Gomà, Uri, Rubén | Carrer Girona · Javier Alonso Vay · |  |

| 23 maig 2010     | FC Palau | 3 – 3                 | EC Granollers | Palau-solità i Plegamans                 |  |
| 12:00 Jornada 33 | Oriol 07' · Ortiz 25' · Juanan 92' Yoyo · Viri, José María, Ortiz, Héctor · Palma, Álvaro, Oriol · Morera, Miguelito, Pau | Mundo Deportivo Sport | 27' Oriol Vila · 57' 80' David Sánchez · Vilarrassa · Pibe, Kelian, Merlatti, Maikel · Oriol Vila, Brullet, Víctor Manuel · Jonathan, Adama, David Sánchez | Camp de la Riera · Héctor Robas Bondia · |  |

| 30 maig 2010     | EC Granollers | 4 – 2                                    | CE Premià de Dalt                                                                                           | Granollers                                                                                          |  |
| 12:00 Jornada 34 | Oriol Vila 03' · Adama 10' 43' 63' Cristian Raño · Maikel, Romo, Merlatti, Cánovas · Oriol Vila, Brullet, Gerard · Jonathan, Adama, David Sánchez | Mundo Deportivo Sport Revista del Vallès | 19' Lalo · 32' Julio · Sergio · Ramos, Cano, Serrano, Adolfo · Cristóbal, Buitre, Julio · Vives, Paco, Lalo | Carrer Girona · Victoria Petrova Borislavova · Carlos Albelda Bárcena · Miguel Ángel Navarro Sáez · |  |

| Posició | J  | G  | E | P  | GF | GC | DG | Punts |
| ------- | -- | -- | - | -- | -- | -- | -- | ----- |
| 9è      | 34 | 14 | 5 | 15 | 59 | 56 | 3  | 47    |